# Marshallplan

Offizielles Logo, das bei Hilfsprojekten des Marshallplans verwendet wurde

Der Marshallplan, offiziell European Recovery Program (ERP), war ein historisch bedeutendes Wirtschaftsförderungsprogramm der USA für den Wiederaufbau der Staaten Europas nach dem Zweiten Weltkrieg. Im Zeitraum von 1948 bis 1952 wurden Hilfen im Wert von ca. 13,12 Milliarden US-Dollar (entspricht heute rund 155,05 Milliarden Dollar) an viele, insbesondere westeuropäische Staaten geleistet. Die BRD erhielt hiervon 1,41 Milliarden US-Dollar. Unter den am Programm teilnehmenden Staaten befanden sich neben den im Zweiten Weltkrieg mit den USA verbündeten Staaten wie Großbritannien, Frankreich und den Beneluxländern auch die Kriegsgegner Bundesrepublik Deutschland und Österreich. Den mittel- und osteuropäischen Staaten und der Sowjetunion wurden die Hilfen ebenfalls angeboten. Allerdings zog sich die Sowjetunion bald aus den Verhandlungen zurück und verbot auch den unter ihrem Einfluss stehenden europäischen Staaten die Teilnahme.
Die Hilfsleistungen bestanden zu einem großen Teil aus Krediten sowie Lieferungen von Rohstoffen, Lebensmitteln und Industriegütern. Das Programm verstand sich als Hilfe zur Selbsthilfe und war an Bedingungen geknüpft, wie den Abbau von Handelshemmnissen, die Stabilisierung der eigenen Währung oder die zwischenstaatliche Kooperation. Die Initiative ging vom damaligen US-Außenminister George C. Marshall (Amtszeit 1947 bis 1949) aus, nach dem das Programm benannt und der deshalb auch 1953 mit dem Friedensnobelpreis ausgezeichnet wurde.

Da in den westeuropäischen Ländern spätestens ab 1950 der Nachkriegsboom einsetzte, galt und gilt der Marshallplan in der Bevölkerung als sehr erfolgreich, insbesondere in der Bundesrepublik Deutschland. Wie groß sein tatsächlicher Anteil am Wirtschaftsaufschwung war, ist aber umstritten. Ohne Zweifel beschleunigte der Marshallplan die wirtschaftliche Erholung in Europa. Zudem war er ein entscheidender Impuls für die europäische Integration und den Abbau von Handelshemmnissen zwischen den westeuropäischen Staaten. Im Rahmen des Marshallplans wurde die Organisation für wirtschaftliche Zusammenarbeit (OECD bzw. erst OEEC) gegründet. In Deutschland verwaltet die Kreditanstalt für Wiederaufbau (KfW) noch heute das ursprünglich aus dem Marshallplan entstandene Sondervermögen. 

Leistungen des Marshallplans an die einzelnen Länder

## Ausgangslage nach dem Zweiten Weltkrieg

### Deutschland und Österreich
Nach der Niederlage im Zweiten Weltkrieg waren sowohl Deutschland als auch Österreich in vier Besatzungszonen aufgeteilt. Auf der Konferenz von Potsdam hatten sich die Alliierten zwar noch auf eine gemeinsame Haltung verständigen können, jedoch traten die Interessengegensätze immer deutlicher hervor.
Die Besatzungsmächte hatten mit großen Problemen bei der Versorgung der Bevölkerung mit Lebensmitteln und Wohnraum zu kämpfen. Viele Städte waren zerstört und die Infrastruktur stark beschädigt. Außerdem mussten sehr viele Flüchtlinge aus den ehemals deutschen Gebieten zusätzlich versorgt werden. Die Demontage von Industrieanlagen und die Ausfuhr von Kohle zu Entschädigungszwecken verschärften die Probleme, weil so dringend benötigte Güter für den Wiederaufbau bzw. die Versorgung der Bevölkerung fehlten. Bereits 1946 sahen sich die USA gezwungen, die ehemaligen Kriegsgegner mit Hilfsgütern (GARIOA) zu versorgen. Trotzdem brach im strengen Winter 1946/47, dem sog. Hungerwinter, die Versorgung in vielen deutschen Städten zusammen.
Auf der Pariser Außenministerkonferenz im Mai 1946 wurden die Spannungen und das Misstrauen zwischen den USA und der Sowjetunion immer deutlicher. Dieses führte zu einem Umdenken der Amerikaner und Briten bei der Besatzungspolitik. Ende Mai 1946 stellten die USA die Reparationslieferungen aus ihrer Zone an die Sowjetunion ein. Großbritannien und die USA vereinbarten eine stärkere Kooperation und beschlossen 1947, die Bizone zu gründen. 1948 wurde diese unter Einschluss der französisch besetzten Gebiete zur Trizone erweitert.

### Andere westeuropäische Staaten
In Großbritannien gewann die Labour Party unter Clement Attlee die erste Nachkriegswahl im Juli 1945 gegen den konservativen Amtsinhaber Churchill. In diesem Wahlsieg zeigt sich die Ungeduld und Frustration der Bevölkerung nach dem gewonnenen „Volkskrieg“. Die Labour-Regierung setzte in den folgenden Jahren umfangreiche Reformen, wie die Gründung des National Health Service und die Verstaatlichung von Industriezweigen, um. Zugleich verstand sich Großbritannien als Kolonialmacht und unterhielt eine kostspielige Flotte und Armee, während gleichzeitig die Dekolonialisierung begann.
In Folge des Krieges war Großbritannien stark bei den USA verschuldet. Da die noch auf den Krieg ausgerichtete Wirtschaft kaum für den Export produzierte, war das Land kaum in der Lage, seine Schulden zu bedienen. Als die USA im August 1945 ihre Kreditzahlung faktisch stoppten, stand das Land kurz vor der Zahlungsunfähigkeit. Mit dem British Loan Act wurde das Problem zwar wieder entschärft, offenbarte aber die Schwäche der ehemaligen Weltmacht Großbritannien und deren Abhängigkeit von den Vereinigten Staaten.
In Frankreich und Italien brachte die Armut der Nachkriegsära den kommunistischen Parteien, die auch eine wichtige Rolle in den Widerstandsbewegungen gespielt hatten, Zulauf. Die Parti communiste français wurde bei der Wahl zur Nationalversammlung 1945 stärkste Kraft. Dazu stand die provisorische Regierung unter de Gaulle vor erheblichen Problemen. Nach der vier Jahre dauernden Besetzung Frankreichs durch Deutschland musste das Land neu aufgebaut und eine Verfassung erarbeitet werden. Im Januar 1946 erklärte de Gaulle wegen Konflikten mit der sozialistischen Mehrheit in der Nationalversammlung seinen Rücktritt. Bis 1947 folgten ihm drei weitere Ministerpräsidenten. Ähnlich instabil war die Lage in Italien. Obwohl die Wahrscheinlichkeit, dass Frankreich und Italien kommunistisch hätten werden können, heute von Historikern als gering angesehen wird, sahen einige Politiker der Westmächte darin eine reale Bedrohung und den Marshallplan als mögliche Abhilfe.

### USA und der Beginn des Kalten Krieges
Die Vereinigten Staaten von Amerika gingen als einziges Land gestärkt aus dem Zweiten Weltkrieg hervor. Das Land hatte keine Kriegszerstörungen zu verkraften. Zudem erlebten die USA während des Zweiten Weltkrieges einen Wirtschaftsboom, da sehr viele Kriegsgüter dort produziert wurden. Die Umstellung der Wirtschaft nach dem Krieg auf Güter für den privaten Konsum war allerdings nicht unproblematisch, da die Absatzmärkte in Europa nicht existierten. So war der Bedarf an Lebensmitteln und Industriegütern aus den USA in Europa zwar groß, allerdings verfügten die Länder dort nicht über die notwendigen Dollarreserven.
Die künftige außenpolitische Ausrichtung des Landes war keineswegs unumstritten. Vor allem von Seiten der Republikaner gab es Forderungen nach einer Rückkehr zum Isolationismus. Der demokratische Präsident Truman war hingegen der Ansicht, die USA müssten ihre weltpolitische Verantwortung wahrnehmen. Die Angst vor dem Kommunismus war allerdings auch bei den Republikanern weit verbreitet.

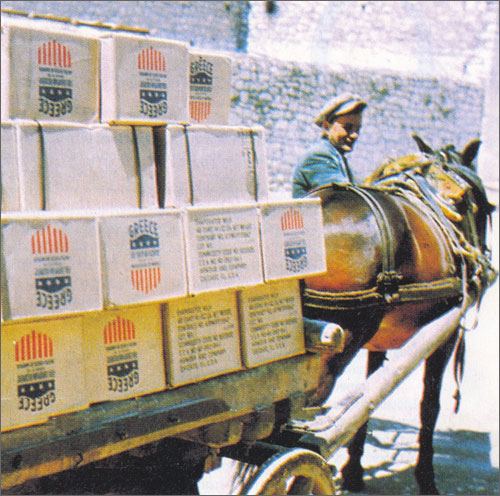
US-Hilfslieferungen für Griechenland im Rahmen der Truman-Doktrin des Marshallplans

Ein Auslöser für die Entscheidung, die europäischen Länder einschließlich Deutschland zu unterstützen, war die Containment-Politik unter Präsident Truman. Als ein Wendepunkt und damit auch der Beginn des Kalten Krieges wird häufig die Rede des amerikanischen Präsidenten am 12. März 1947 gesehen. In der Rede versprach er allen „freien Völkern“ Unterstützung gegen Umsturzversuche durch die Sowjetunion. Anlass war die Situation in Griechenland und der Türkei, wo die Sowjetunion versuchte, ihre Einflusssphäre auszubauen. Aufgrund der 1947 einsetzenden finanziellen Hilfen durch die USA gelang dies der UdSSR nicht.

## Entstehen des Marshallplans

### Erste Konzepte
Ein Richtungswechsel in der amerikanischen Deutschlandpolitik deutete sich bereits am 6. September 1946 in der Rede des US-Außenministers James F. Byrnes, der sog. Hoffnungsrede, in Stuttgart an. Die Außenministerkonferenz in Moskau vom 30. März bis 24. April 1947 ging ohne greifbare Ergebnisse zu Ende. Der entscheidende Konfliktpunkt zwischen den USA und der Sowjetunion war die sowjetische Forderung nach einer gemeinsamen Kontrolle der vier Mächte über das Ruhrgebiet. Truman war nicht bereit, die Westzonen dem sowjetischen Einfluss zu öffnen. Dies führte US-Außenminister Marshall zu der Einsicht, dass die USA mehr zur Stabilisierung der Länder in Europa tun mussten. Unmittelbar nach seiner Rückkehr aus Moskau beauftragte er George F. Kennan, die Grundzüge eines Aufbauprogramms auszuarbeiten. In Bezug auf die Besatzungspolitik befand sich das dafür verantwortliche amerikanische Außenministerium in einem Dilemma. Im Rahmen der Containment-Politik musste verhindert werden, dass die Sowjetunion ihren Einfluss auf die westlichen Besatzungszonen in Deutschland und Österreich ausdehnte. Deshalb sah man die Notwendigkeit, Deutschland und Österreich wirtschaftlich und moralisch aufzubauen. Dem wirtschaftlichen Aufbau standen aber die Beschränkungen bei der Industrie und Reparationsleistungen wie der quasi entschädigungslose Export von Kohle und anderen Rohstoffen entgegen. Vor allem Frankreich bestand auf Entschädigung. Deshalb fürchtete Marshall, Wirtschaftshilfe für Deutschland hätte ein „politisches Desaster in Frankreich“ und in der übrigen Welt zur Folge. „Marshall wollte die Vereinigten Staaten nicht dem Vorwurf aussetzen, über die Köpfe ihrer Freunde und Alliierten hinweg dem gerade besiegten Feind zum Wiederaufbau zu verhelfen.“

### Rede Marshalls am 5. Juni 1947

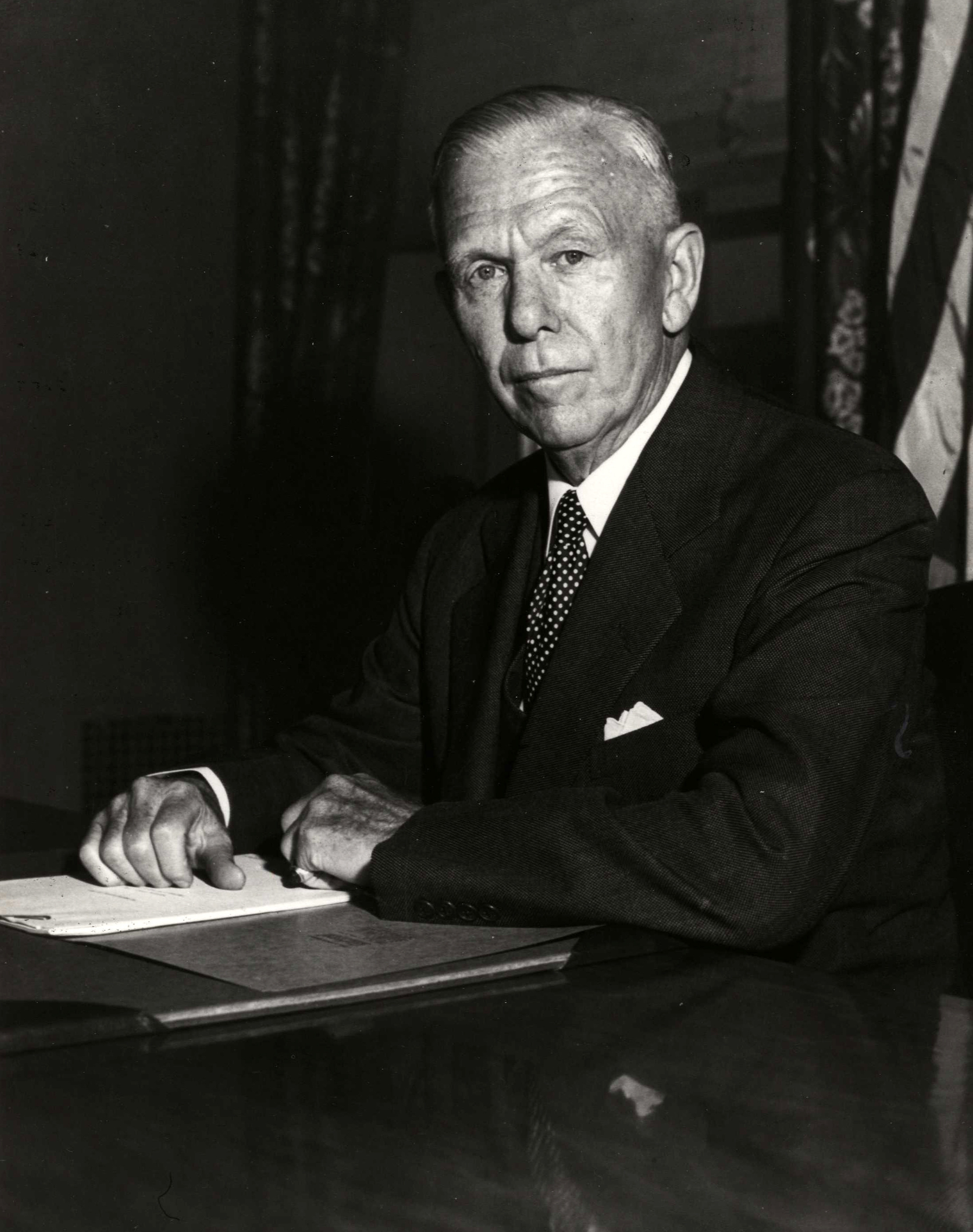
US-Außenminister George C. Marshall

In einer berühmten, ca. zehnminütigen Rede vor Absolventen der Harvard University schlug Außenminister Marshall am 5. Juni 1947 erstmals ein Hilfsprogramm für alle Staaten in Europa vor.
In der Rede geht Marshall zunächst sehr allgemein auf die wirtschaftlichen Verwerfungen in Europa ein. Dabei hebt er hervor, „daß die […] sichtbaren Zerstörungen wahrscheinlich weniger folgenschwer sind als die Desorganisation des ganzen Gefüges der europäischen Wirtschaft.“ Er beschreibt, dass sich durch die NS-Herrschaft sowie den Krieg Handelsbeziehungen aufgelöst haben. Zudem funktioniere „die Grundlage der modernen Zivilisation“, die Arbeitsteilung zwischen Stadt und Land, nicht mehr. Dies habe eine Versorgungskrise insbesondere in den Städten zur Folge.
Er hebt hervor, dass das wirtschaftliche und politische Interesse der USA an einem stabilen Europa offensichtlich sei. Die Hilfe der USA richte sich „nicht gegen irgendein Land oder eine Anschauung, sondern gegen Hunger, Armut, Verzweiflung und Chaos.“ Er lädt alle Länder in Europa zur Teilnahme ein, wobei eine Spitze gegen die UdSSR, wenn auch nicht ausdrücklich genannt, schon deutlich ist:

„Ich bin davon überzeugt, daß jede Regierung, die am Wiederaufbau mitarbeiten will, die volle Unterstützung der Vereinigten Staaten finden wird. Eine Regierung aber, die darauf hinarbeitet, den Wiederaufbau anderer Länder zu behindern, kann von uns keine Hilfe erwarten. Darüber hinaus müssen Regierungen, politische Parteien oder Gruppen, die das menschliche Elend verewigen wollen, um davon politisch oder sonstwie zu profitieren, mit der Gegnerschaft der Vereinigten Staaten rechnen.“

Der Ansatz Marshalls, der später auch als „Hilfe zur Selbsthilfe“ bezeichnet wird, wird von ihm erst am Ende der Rede erläutert. Er nennt Bedingungen, die mit dem Hilfsangebot verknüpft sind:

„Es ist aber klar, daß, […] die europäischen Länder in Bezug auf die Erfordernisse der Lage und des Anteils, den sie selbst übernehmen werden, zu einer Verständigung kommen müssen […]. Es wäre für die Regierung der Vereinigten Staaten weder angemessen noch wirkungsvoll, wenn sie in einseitiger Weise ein Programm aufstellen würde, das dazu bestimmt ist, Europa wirtschaftlich wieder auf eigene Füße zu stellen. Das ist Sache der Europäer. Ich glaube, daß die Initiative von Europa ausgehen muß. […] Das Programm sollte von den europäischen Nationen gemeinsam aufgestellt und von einer Anzahl derselben, wenn nicht von allen, gebilligt sein.“

Voraussetzung für die Hilfe ist, dass die teilnehmenden europäischen Staaten sich untereinander verständigen und selbst bereit sind, einen Betrag zu leisten. Die Rolle der USA sieht er in „freundschaftlicher Hilfe bei dem Aufstellen eines europäischen Programms“ und in der „Unterstützung eines solchen […] sofern es uns ausführbar“ erscheint.

### Reaktion und Verhandlungen
Die Rede Marshalls rief in Europa größtenteils positive Reaktionen hervor. Schon am 27. Juni bis 2. Juli 1947 trafen sich die Außenminister der Alliierten ohne die USA  zu einer außerordentlichen Konferenz in Paris, auf der die Hilfen besprochen wurden. Der Außenminister der Sowjetunion Molotow verließ die Verhandlungen allerdings bald mit der Begründung, dass die USA sich mit dem Hilfsprogramm in die inneren Angelegenheiten der Staaten einmischen würden. Die Ablehnung des Hilfsprogramms durch die Sowjetunion konnte kaum überraschen, da es auf kapitalistischen Prinzipien und dem Freihandel beruhte. Es darf bezweifelt werden, dass Marshall ernsthaft mit einer Teilnahme der UdSSR an dem Hilfsprogramm gerechnet hatte, auch weil dann eine Mehrheit im republikanisch dominierten Kongress fraglich gewesen wäre.
Die Sowjetunion reagierte im Juli 1947 mit dem Molotow-Plan. Sie verhinderte die Einbeziehung der in ihrem Einflussbereich befindlichen Länder Mittel- und Osteuropas in den Marshallplan, obwohl einige Staaten, unter anderem Bulgarien, die Tschechoslowakei, Polen und Ungarn Interesse bekundeten. Stattdessen initiierte die Sowjetunion die Gründung des Kominform und im Januar 1949 des Rats für gegenseitige Wirtschaftshilfe (RGW) als politisch-wirtschaftliche Alternative.
Im Anschluss an die Außenministerkonferenz kamen am 12. Juli 1947 in Paris Vertreter von insgesamt 16 Staaten zusammen, um über gegenseitige Unterstützungsmaßnahmen und die notwendige Hilfe aus den USA zu verhandeln. Neben Frankreich und Großbritannien, denen bei den Verhandlungen eine Führungsrolle zukam, waren die Benelux-Staaten, Dänemark, Griechenland, Irland, Island, Italien, Norwegen, Portugal, Schweden, die Türkei sowie die westlichen Besatzungszonen Deutschlands und Österreich vertreten. Im US-Außenministerium, das zunächst nicht direkt an den Verhandlungen beteiligt war, hatte man sich im Vorfeld auf Prinzipien verständigt, die Bedingungen für die Hilfe der USA darstellten. Diese Prinzipien bestanden neben der gegenseitigen Hilfe der europäischen Staaten und der Hilfe zur Selbsthilfe in der Liberalisierung des innereuropäischen Handels, der Währungskonvertibilität sowie der Schaffung einer supranationalen Institution. Zudem war die Reintegration Westdeutschlands (Trizone) in den europäischen Handel ein wichtiges Anliegen der USA.
Es erwies sich für die europäischen Staaten als sehr schwierig, sich auf gemeinsame Hilfen zu verständigen. Für Frankreich war die Behandlung der Ruhrfrage sowie die künftige Rolle Deutschlands lange strittig. Auch in Großbritannien war man keineswegs mit allen Forderungen der USA einverstanden. Ende August 1947 waren die USA von den Verhandlungsergebnissen enttäuscht: Die Erwartungen der Europäer summierten sich auf 29 Mrd. Dollar und ohne konkrete Zusagen über eigene Leistungen. Erst nach erheblichem Druck durch die USA gelang schließlich eine Einigung Ende September 1947, so dass die europäischen Staaten am 22. September 1947 den Vertrag unterzeichneten.

### Verabschiedung durch den Kongress
Erst nach der grundlegenden Einigung der Europäer konnte das Gesetz im September 1947 in den Kongress eingebracht werden. Nach Beratungen in Repräsentantenhaus und Senat wurde der Marshallplan schließlich am 3. April 1948 mit großer Mehrheit verabschiedet und am selben Tag von US-Präsident Harry S. Truman in Kraft gesetzt. Die Hilfen mussten jährlich neu beantragt werden, so dass der Kongress auch weiterhin Mitspracherecht hatte. Insgesamt waren 17 Mrd. Dollar vorgesehen, die am Ende des Programms 1952 nicht vollständig ausgeschöpft werden mussten.

### Motive der USA für den Marshallplan
Als US-Außenminister Marshall am 5. Juni 1947 die Rede zum später nach ihm benannten Hilfsprogramm hielt, hatte er kein ausgearbeitetes Konzept dazu vor Augen. Vielmehr sahen sich die USA in Europa mit unterschiedlichen Problemen konfrontiert und suchten nach einem Weg, die politische und wirtschaftliche Lage zu stabilisieren, um den sowjetischen Einfluss in Europa einzudämmen (siehe Containment-Politik).
In der Forschung sind eine Vielzahl von Gründen, die die USA zu dem umfassenden Hilfsprogramm veranlasst haben, diskutiert worden, ohne ein abschließendes Ergebnis zu erzielen. Konsens ist, dass unterschiedliche Motive zum Marshallplan geführt haben. Einige Forscher betonen, dass es gerade die diplomatische Leistung des Marshallplans war, mit einem Hilfsprogramm sehr verschiedene Problemstellungen zu entschärfen. Zu den Aspekten, die häufig erwähnt werden, zählen folgende:
- die schlechte wirtschaftliche Lage in Europa: z. B. die Währungskrise in Großbritannien, Frankreich und Italien
- das Scheitern vorangegangener Hilfsprogramme
- das Interesse der USA am freien Handel und an Europa als Exportmarkt
- die Erfolge der kommunistischen Parteien in Frankreich und Italien
- die aussichtslose Lage in den Besatzungszonen: die katastrophale Versorgungslage, die steigenden Kosten für die Besatzungsmächte, Proteste gegen die Demontage und Resignation in der Bevölkerung
- Frankreichs Weigerung, die Reparationsleistungen Deutschlands zu verringern (Ruhr-Frage)[13]
- die Entscheidung, Griechenland und der Türkei zu helfen, um den Einfluss der Sowjetunion zurückzudrängen
- die Schwäche Großbritanniens.[22][11]

Die Entwicklung des Marshallplans von seiner ersten Konzeption im Mai 1947 bis zur Verabschiedung durch den Kongress im April 1948 beurteilt John Gimbel so:

„Die heute bekannte Entwicklung des Marshall-Plans aus den Moskauer Entscheidungen über Deutschland ist eine komplizierte Geschichte des Gebens und Nehmens zwischen Kongreß und Regierung Truman; zwischen Armee und Außenministerium; zwischen Franzosen auf der einen, Briten und Amerikanern auf der anderen Seite sowie zwischen den Europäern selbst“

## Durchführung des Marshallplans

### Verwaltung der Mittel: ECA und OEEC (OECD)

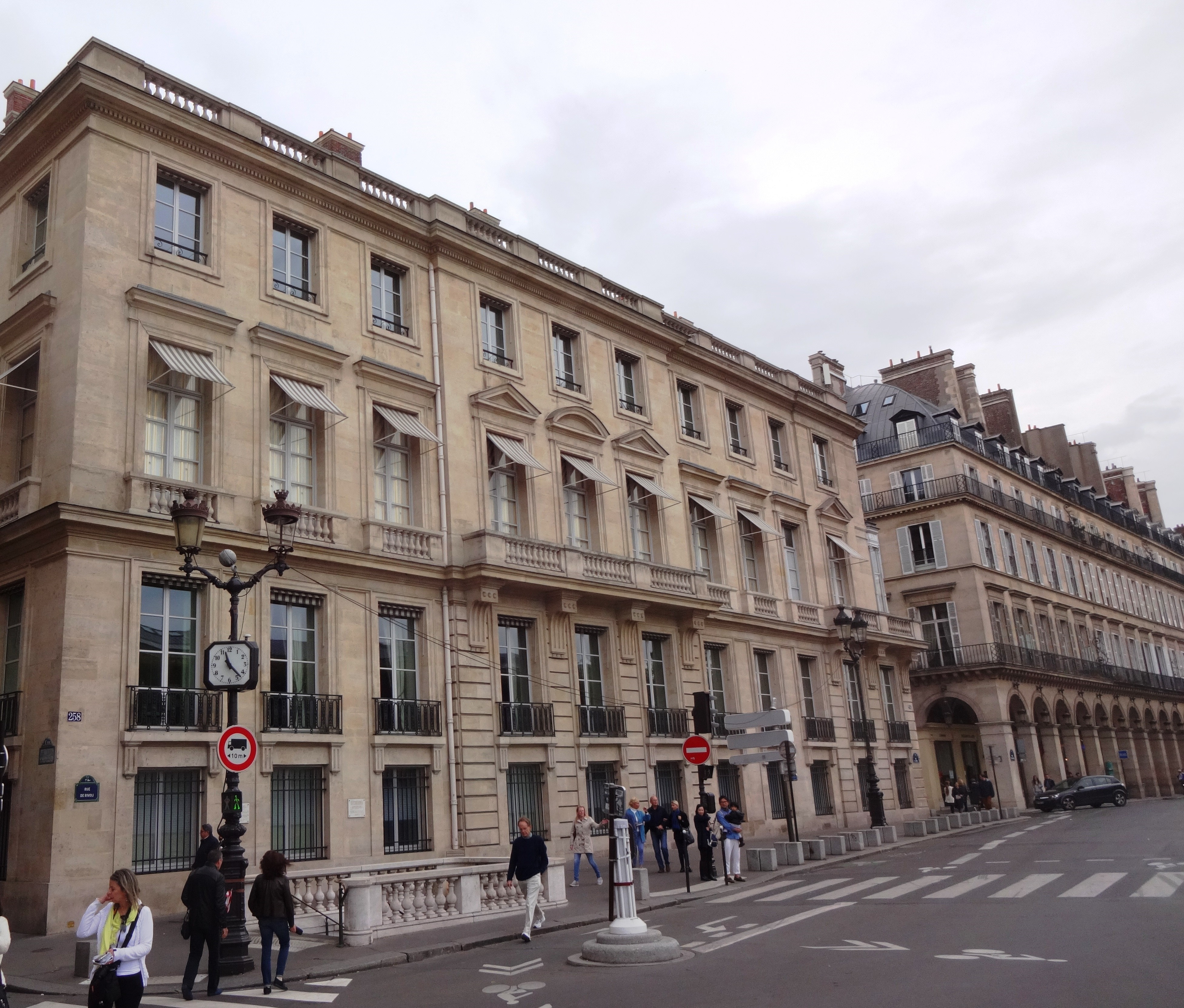
Verwaltungssitz der ECA, Hôtel Talleyrand, nördlicher Rand Place de la Concorde, Paris

Für die Organisation der Hilfen wurde von den USA eine Behörde, die Economic Cooperation Administration (ECA), gegründet. Die ECA wurde bis 1950 von Paul G. Hoffmann geleitet, einem erfahrenen Industrie-Manager, und hatte zwischenzeitlich bis zu 7000 Mitarbeiter. Sie unterhielt Büros in allen beteiligten Ländern. Eine große Abteilung der ECA befand sich in Paris mit allein 600 Angestellten. Die Zweigstellen in Europa sollten engen Kontakt mit den Regierungen halten und die sinnvolle Verwendung der Mittel koordinieren und überwachen. Zudem wurden mit jedem Empfängerland bilaterale Vereinbarungen abgeschlossen.
Von den sechzehn am Marshallplan beteiligten europäische Länder wurde am 16. April 1948 in Paris der Ausschuss für europäische wirtschaftliche Zusammenarbeit (OEEC), der Vorläufer der heutigen OECD, gegründet. Die Gründung dieser Organisation war eine Bedingung der USA und sollte die Kooperation unter den Ländern in Europa stärken. Es war die Aufgabe der OEEC Vorschläge zu erarbeiten, wie die Gelder zwischen den Empfängerländern aufgeteilt und wofür sie verwendet werden sollten. Zu diesem Zweck wurden Wirtschaftsdaten erhoben und eine Art Vier-Jahresplan mit Zielen hinsichtlich der Industrie- und Rohstoffproduktion sowie notwendiger Investitionen aufgestellt. Auf der Basis dieser Ziele wurden Vorschläge erarbeitet, wie und wofür die Mittel aus dem Marshallplan verwendet werden sollten. Diese Ziele wurden jährlich überprüft und entsprechend angepasst. Die Entscheidung über die Verwendung der Mittel blieb aber bei den USA und dem Kongress. Die Aufgaben der OEEC rief bei europäischen Regierungen auch Widerstand hervor, da diese die nationale Souveränität berührten. Deshalb hätten insbesondere Frankreich und Großbritannien lieber mit den USA direkt verhandelt, allerdings bestand die ECA auf die Notwendigkeit einer gemeinsamen Wirtschaftsstrategie in Europa, die in der OEEC erarbeitet werden sollte.
Außerdem war man in den USA der Überzeugung, dass der Abbau von Handelshemmnissen notwendig sei, um die europäische Wirtschaft wieder aufzubauen. Diese Aufgabe fiel auch der OEEC zu. Während anfangs noch der Fokus der US-Regierung auf der Wiederherstellung des Bretton Woods Abkommens lag, stand ab 1949 die Belebung des innereuropäischen Handels im Vordergrund. Dazu war neben dem Abbau von Handelsbeschränkungen auch die Liberalisierung des Zahlungsverkehrs in Europa notwendig. 1950 wurde deshalb im Rahmen der OEEC die Europäische Zahlungsunion (EPU) gegründet, die ein System mit festen Wechselkursen zwischen den europäischen Währungen einführte.

#### Höhe und Zuteilung der Mittel
In der Forschungsliteratur besteht keine Einigkeit über die Höhe der Zuwendungen aus dem Marshallplan sowie deren Aufteilung zwischen den einzelnen Ländern. Die Angaben über die Gesamtzahlungen schwanken zwischen 10,3 Mrd. und 13,9 Mrd. US-Dollar. Dies liegt daran, dass das Ende des Marshallplans in der Literatur unterschiedlich angesetzt wird (31. Dezember 1951, 30. Juni 1952 bzw. 31. Dezember 1952). Außerdem werden Leistungen aus anderen Hilfsprogrammen der USA (z. B. GARIOA oder MSA) in unterschiedlicher Weise berücksichtigt. Die Tabelle unten ist der deutschen Forschungsliteratur entnommen, der ein Bericht der Bundesregierung von 1953 zugrunde liegt. Online verfügbar sind Angaben aus dem statistischen Jahrbuch der USA.
| Land                          | 1948/49 | 1949/50 | 1950/51 | 1951/52 | 1952/53 | Insgesamt | Insgesamt in % |
| ----------------------------- | ------- | ------- | ------- | ------- | ------- | --------- | -------------- |
| Österreich                    | 280     | 166,5   | 114,3   | 116,0   | 35      | 0711,8    | 05,12 %        |
| Belgien und Luxemburg         | 261,4   | 210,9   | 74,3    | 8,9     | –       | 0555,5    | 03,99 %        |
| Dänemark                      | 126,2   | 86,1    | 45,1    | 14,0    | 4,5     | 0275,9    | 01,98 %        |
| Frankreich                    | 1313,4  | 698,3   | 433,1   | 261,5   | 100     | 2806,3    | 20,18 %        |
| Deutschland                   | 613,5   | 284,7   | 399,1   | 91,7    | 23,8    | 1412,8    | 10,16 %        |
| Griechenland                  | 191,7   | 156,3   | 167,1   | 178,8   | –       | 0693,9    | 04,99 %        |
| Island                        | 8,3     | 7,0     | 8,4     | 5,5     | 0,6     | 029,8     | 00,21 %        |
| Irland                        | 86,3    | 44,9    | 15,0    | –       | –       | 0146,2    | 01,05 %        |
| Italien                       | 668     | 403,7   | 244     | 159,3   | 40      | 1515      | 10,89 %        |
| Niederlande (ohne Indonesien) | 507     | 268,3   | 101,9   | 100     | –       | 0977,3    | 07,03 %        |
| Norwegen                      | 101,1   | 89,5    | 46,1    | 16,8    | –       | 0253,5    | 01,82 %        |
| Portugal                      | –       | 38,8    | 11,7    | –       | –       | 050,5     | 00,36 %        |
| Schweden                      | 45,4    | 51,9    | 21,2    | −11,4   | –       | 0107,1    | 00,77 %        |
| Jugoslawien                   | –       | –       | 29      | 80,3    | 50,0    | 0159,3    | 01,15 %        |
| Türkei                        | 49      | 58,5    | 45      | 70      | 20      | 0242,5    | 01,74 %        |
| Vereinigtes Königreich        | 1619,7  | 907,9   | 298,4   | 350     | 266,9   | 3442,8    | 24,75 %        |
| Triest                        | 17,9    | 12,5    | 2,1     | –       | –       | 032,6     | 00,23 %        |
| Indonesien                    | 64,1    | 37,3    | –       | –       | –       | 0101,4    | 00,73 %        |
| Allg. Frachtvorauszahlungen   | –       | –       | –       | 33,5    | –       | 033,5     | 00,24 %        |
| EZU-Kapitalfonds              | –       | –       | 350     | 11,4    | –       | 0361,4    | 02,60 %        |
| Insgesamt                     | 5.953   | 3.523   | 2.405,9 | 1.486,2 | 0540,8  | 13.908,9  |                |

ECA/MSA: „Economic Cooperation Administration“ war für den Marshallplan, die „Mutual Security Agency“ für das Nachfolgeprogramm ab 1951 zuständig

### Importhilfen und Counterpart Funds

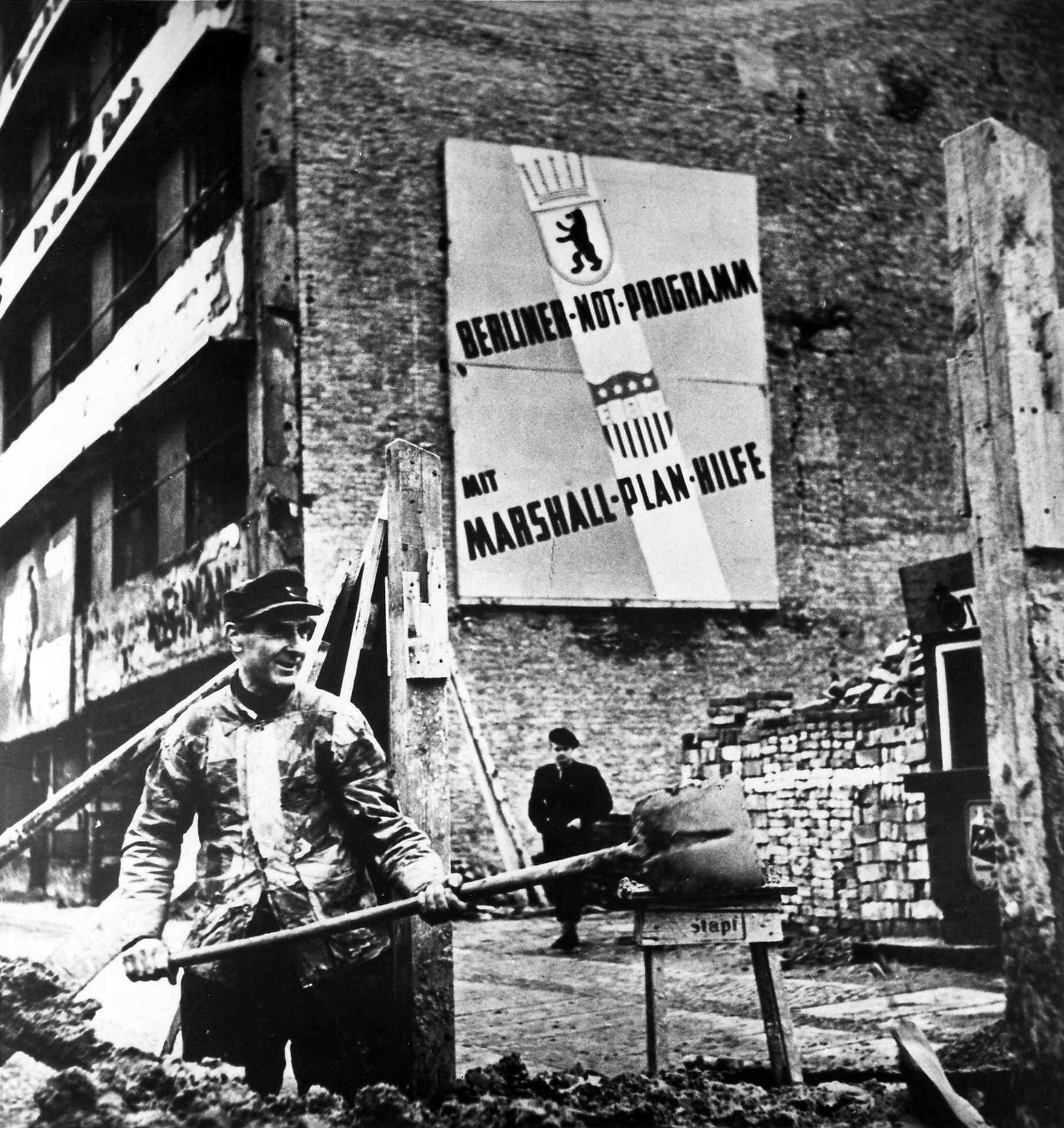
Plakatwand in West-Berlin Marshallplan, nach 1948

Neunzig Prozent der Mittel aus dem Marshallplan wurden für Zuschüsse verwendet, die auf aus den USA importierte Waren gewährt wurden. Die Regierungen der Empfängerländer mussten jedoch den Gegenwert dieser Zuschüsse in inländischer Währung in Gegenwertfonds (Counterpart Funds) einzahlen. Dies geschah in der Regel, indem die Waren zu Marktpreisen in inländischer Währung verkauft wurden. Das Sondervermögen wurde von den Regierungen verwaltet, die Verwendung musste aber durch die ECA genehmigt werden. Die Counterpart Funds dienten der Förderung des nationalen Wiederaufbaus. Auf diese Weise wurden Investitionen in Industrie und Infrastruktur finanziert. Nur in Großbritannien und Norwegen wurden die Counterpart Funds in erster Linie zum Abbau der Staatsverschuldung verwendet.
In den deutschen und österreichischen Besatzungszonen wurde das Sondervermögen erst später den nationalen Regierungen übergeben und die Hilfen mussten teilweise zurückgezahlt werden. Die Investitionshilfe aus den Counterpart Funds wurden dort als günstig verzinster Kredit vergeben. In Deutschland verwaltet die Kreditanstalt für Wiederaufbau (KfW) noch heute das ursprünglich aus dem Marshallplan entstandene Sondervermögen. In Österreich übergab die US-Regierung das Counterpart-Konto am 1. Juli 1962 an die Regierung. Seit 2002 wird dieser Fonds von der Austria Wirtschaftsservice Gesellschaft (aws), der Förder- und Finanzierungsbank der Republik Österreich, betreut.

#### Zusammensetzung der Warenlieferungen aus dem Marshallplan (in Prozent, ausgewählte Länder)
|                                    | Gesamt | Großbritannien | Frankreich | BR Deutschland | Italien | Andere Länder² |
| ---------------------------------- | ------ | -------------- | ---------- | -------------- | ------- | -------------- |
| nach Warengruppen (in %, gerundet) |        |                |            |                |         |                |
| Lebensmittel, Futter, Düngemittel  | 26     | 30             | 10         | 43             | 17      | 30             |
| Öl/Kohle                           | 13     | 12             | 23         | 4              | 14      | 10             |
| rohe Baumwolle                     | 11     | 9              | 14         | 19             | 25      | 5              |
| andere Rohstoffe                   | 15     | 25             | 13         | 15             | 6       | 13             |
| Maschinen / Fahrzeuge              | 12     | 6              | 17         | 3              | 15      | 14             |
| Tabak                              | 4      | 8              | 1          | 5              | 0       | 3              |
| andere Waren                       | 1      | 0              | 1          | 1              | 0       | 1              |
| Transportkosten                    | 6      | 3              | 12         | 8              | 9       | 4              |
| EZU Kapital und Hilfe              | 4      | 1              | 0          | 0              | 0       | 11             |
| Sonstiges¹                         | 8      | 4              | 8          | 3              | 13      | 9              |

¹noch nicht erfasste Transportkosten und technische Unterstützung
²und EZU (europäische Zahlungsunion)

#### Verwendung der Counterpart Funds in Prozent, ausgewählte Länder
|                                            | Insgesamt | Großbritannien | Frankreich | BR Deutschland | Italien | übrige Länder |
| ------------------------------------------ | --------- | -------------- | ---------- | -------------- | ------- | ------------- |
| Insgesamt (Mio. $)                         | 8651      | 1763           | 2703       | 1009           | 1042    | 2134          |
| Verteilung nach Bereichen (in %, gerundet) |           |                |            |                |         |               |
| Öffentliche Schulden                       | 29        | 97             | 6          | 0              | 0       | 31            |
| Landwirtschaft                             | 7         | 0              | 9          | 7              | 20      | 4             |
| Bergbau                                    | 6         | 0              | 13         | 9              | 0       | 2             |
| Rohstoffe                                  | 4         | 0              | 7          | 5              | 2       | 4             |
| Elektrizität                               | 12        | 0              | 27         | 18             | 0       | 5             |
| Eisenbahn                                  | 6         | 0              | 7          | 1              | 26      | 4             |
| Schifffahrt                                | 2         | 0              | 3          | 4              | 2       | 2             |
| andere Industrie                           | 16        | 0              | 9          | 31             | 29      | 26            |
| Waffen                                     | 4         | 3              | 8          | 0              | 0       | 5             |
| Sonstiges                                  | 13        | 0              | 12         | 25             | 21      | 16            |

### Öffentlichkeitsarbeit und technische Unterstützung

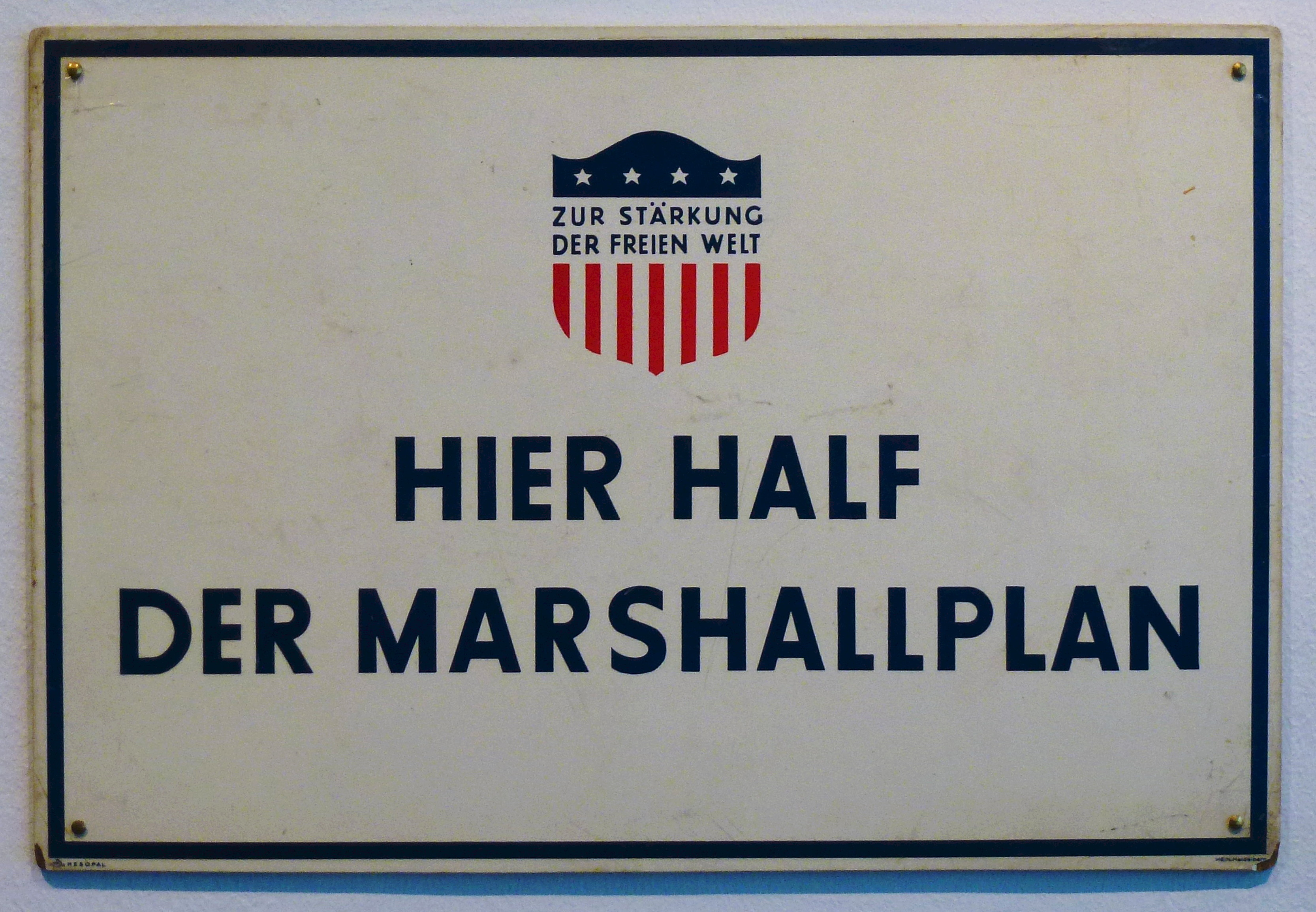
Schild „Hier half der Marshallplan“

Der Marshallplan wurde von umfangreichen PR-Maßnahmen begleitet, die ebenfalls aus dem Hilfs-Budget finanziert wurden. Jeder Empfänger von Hilfsleistungen war verpflichtet, mit Tafeln auf den Marshallplan hinzuweisen. Außerdem wurden Plakate, Ausstellungen und Filme produziert, die die Bevölkerung auch schon vor Eintreffen der Hilfen informierten. Mit einem eigens dafür angemieteten Zug wurde eine mobile Ausstellung zum Marshallplan durch die Bundesrepublik Deutschland geschickt.
Zusätzlich begleitete ein Kulturprogramm den Marshallplan. Überall in Europa entstanden Amerika-Häuser, die die amerikanische Kultur vermitteln sollten. Insbesondere in Westdeutschland und Österreich wurden viele solcher Einrichtungen gegründet. Sie dienten auch dazu, das Demokratieverständnis der USA zu erklären und waren somit ein Teil der Umerziehungs- bzw. Entnazifizierungsmaßnahme. In Frankreich und Italien wurden amerikafreundliche Politiker und Gewerkschafter mit Mitteln aus dem Marshallplan unterstützt.
Ein Ziel des Marshallplans war die Steigerung der Produktivität der europäischen Industrie und Landwirtschaft. Um den Europäern zu helfen, dieses Ziel zu erreichen, wurden technische Unterstützungsmaßnahmen organisiert. Zahlreiche Experten reisten aus den USA nach Europa. Umgekehrt besuchen viele europäische Manager die USA, damit sie die dortigen Produktions- und Buchhaltungsmethoden kennenlernen.

“Through 1949, $5 million had been set aside for technical assistance under which 350 experts had been sent from the United States to provide services, and 481 persons from Europe had come to the United States for training. By the end of 1951, with more than $30 million expended, over 6,000 Europeans representing management, technicians and labor had come to the United States for periods of study of U.S. production methods.”

Da die USA in vielen Wirtschaftsbereichen mit fortschrittlicheren Methoden produzierten als Europa, ist die Bedeutung dieses Wissenstransfers nicht zu unterschätzen. Neben modernen Management- und Produktionsmethoden wurde so auch amerikanisches Konsumverhalten und Geschäftsmodelle in Europa bekannt.

### Besonderheiten in einzelnen Ländern

#### Verwaltung der Mittel in der Bundesrepublik Deutschland

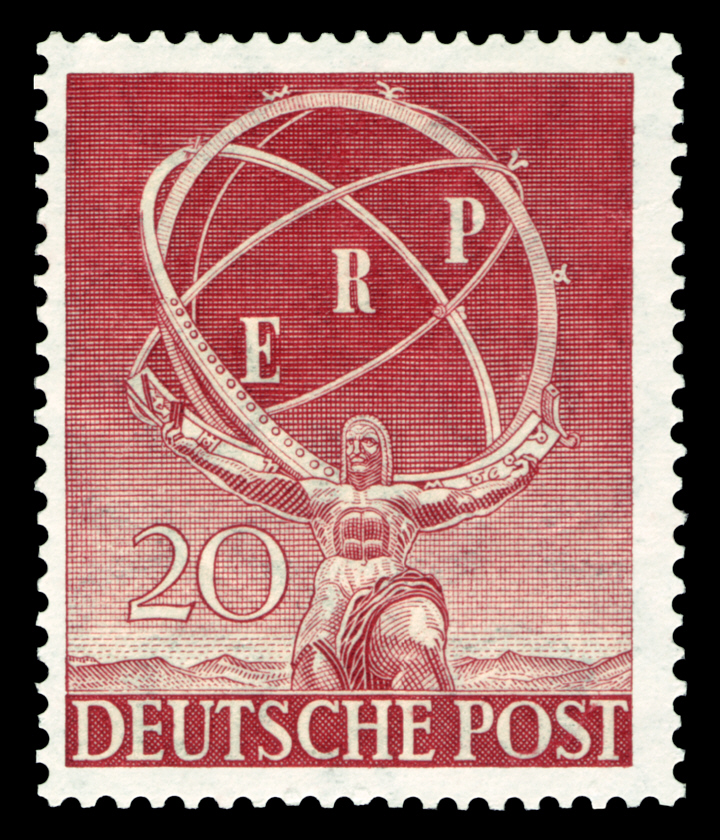
Atlas mit Weltkugel und Schriftzug ERP, Briefmarke zur Deutschen Industrie-Ausstellung in West-Berlin, 1950

Die USA gewährten im Rahmen des Marshallplans Gelder in Höhe von insgesamt fast 14 Milliarden US-Dollar, Westdeutschland erhielt davon ca. 1,4 Milliarden. Die Gesamtsumme entspricht nach heutigem Geldwert etwa 130 Milliarden USD (Stand 2015). Von der Gesamtsumme an Westdeutschland wurde bis 1966 etwa 1 Milliarde durch den Bund über den Haushalt direkt abbezahlt und der Rest erlassen.
Eine besondere Bedeutung bekam die Kreditanstalt für Wiederaufbau (KfW), die am 16. Dezember 1948 in Frankfurt am Main ihre Arbeit aufnahm. Westdeutschland erhielt die Mittel in Form von Wirtschaftsgütern, vor allem Nahrung, Treibstoff und Medikamente, deren Kaufpreis ging an die KfW, welche diese Mittel wiederum zur Kreditvergabe nutzte, wofür Westdeutschland die US-Dollar denominierte Schuldenlast der Importe trug, welche die USA vorweg finanzierten, was insgesamt auch ein US-Konjunkturprogramm darstellte. Am 5. November 1948 hatte der Wirtschaftsrat des Vereinigten Wirtschaftsgebietes die Voraussetzungen geschaffen. Hermann Josef Abs wurde Vorstand. Heute verwaltet die KfW-Bankengruppe im Auftrag des Bundeswirtschaftsministeriums das ERP-Sondervermögen in Höhe von zwölf Milliarden Euro und finanziert damit Programme zur Wirtschaftsförderung.

#### Österreich
Österreich erhielt als einziger Staat, der (teilweise) von sowjetischen Truppen besetzt war (siehe sowjetische Besatzungszone in Österreich), Marshallplan-Hilfe. Das Abkommen zwischen den USA und Österreich wurde am 2. Juli 1948 geschlossen; danach erhielt Österreich die Mittel als Grants (Geschenk) in Form von Sachgütern. Im Gegenzug musste Österreich den Schilling stabilisieren und den Staatshaushalt möglichst ausgeglichen halten. Die Sowjetunion ließ sich die Zustimmung in der alliierten Kommission mit einem anderen Wechselkurs für ihre Barvermögen abkaufen.
Die erhaltenen Waren mussten zum Inlandspreis verkauft werden. Die Einnahmen aus diesen Verkäufen mussten auf ein Counterpart-Konto eingezahlt werden. Warenlieferungen erfolgten bis 1953 und erreichten einen Wert von ungefähr einer Milliarde Dollar. Die US-Regierung übergab das Counterpart-Konto mit einem Guthaben von 11,2 Milliarden Schilling am 1. Juli 1962 an Österreich; aus diesem entstand der ERP-Fonds, der seit 2002 von der Austria Wirtschaftsservice Gesellschaft (aws), der Förder- und Finanzierungsbank der Republik Österreich, verwaltet wird.
Die Förderungen für Österreich waren relativ hoch. Dafür gab es zwei Gründe: Zum einen war Österreich vor dem Zweiten Weltkrieg sehr schwach industrialisiert und musste erst eine Industrie errichten, zum anderen wurde die sowjetische Besatzungszone von den Sowjets wirtschaftlich ausgebeutet (die USIA-Betriebe lieferten keine Steuern an den Staat ab). Im Gegensatz zu Deutschland brauchte Österreich zwar gemäß Art. 21 des Österreichischen Staatsvertrags von 1955 keine Reparationen an die Sowjetunion zu zahlen, in dessen Art. 22 heißt es aber: „Die Sowjetunion erhält für eine Geltungsdauer von dreißig Jahren Konzessionen auf Ölfelder, die 60 % der Ölförderung in Österreich im Jahre 1947 entsprechen […] Die Sowjetunion erhält Ölraffinerien mit einer jährlichen Gesamtproduktion von 420.000 Tonnen Rohöl […] Die Sowjetunion erhält die in Ungarn, Rumänien und Bulgarien gelegenen Vermögenswerte der DDSG“. Auch wegen der Propagandawirkung im Kalten Krieg galt Österreich als besonders förderungswürdig.

#### Blockfreie Staaten
Zwei westeuropäische Staaten (Finnland und Spanien) nahmen nicht an dem Programm teil.
Finnland betrieb nach 1945 eine blockferne, neutrale Politik, die wegen der geopolitischen Lage des Landes auf Befindlichkeiten der Sowjetunion Rücksicht nahm, und verzichtete daher (siehe Geschichte Finnlands#Finnland in der Zeit des Kalten Krieges).
Spanien bewarb sich um Teilnahme am Programm, was abgelehnt wurde, da das Franco-Regime Spaniens faschistoide Züge aufwies, die die USA nicht unterstützen wollten. Gegen Ende der 1950er Jahre bekam Spanien Hilfe aus einem OEEC-Sonderfonds, die zum „spanischen Wirtschaftswunder“ führte.
Jugoslawien konnte nach dem Bruch mit der Sowjetunion 1948 noch verspätet am Marshallplan teilnehmen.
In der Schweiz war die Teilnahme am Marshallplan wegen des Neutralitätgebots umstritten. Die Regierung beteiligte sich aber an den Verhandlungen 1947 in Paris und trat 1948 der OEEC / OECD bei. Ein bilaterales Abkommen mit den USA, das die Voraussetzung für Hilfen aus dem Marshallplan gewesen wäre, kam allerdings nicht zu Stande. Deshalb war die Schweiz zwar Teil der wirtschaftlichen Vereinbarungen im Rahmen der OEEC bzw. des Marshallplans, erhielt aber bis 1949 keine finanziellen oder materiellen Hilfen aus dem Programm. Erst mit der Gründung der europäischen Zahlungsunion (EZU) im September 1950 konnte die Schweiz auch Hilfen, vermutlich in Form von Krediten, aus dem Marshallplan in Anspruch nehmen. Insgesamt hat die Schweiz 1950 / 1951 nach einer Aufstellung von Roy Gardner / Imanuel Wexler ca. 250 Millionen US-Dollar an Hilfen aus dem Marshallplan erhalten.

## Bewertung des Marshallplans in der Forschung
Es ist schwer möglich, einen vollständigen Überblick über die Ergebnisse der umfangreichen Forschung zum Marshallplan zu geben. Da der Marshallplan sechzehn Länder mit unterschiedlichem ökonomischen, politischen und gesellschaftlichen Voraussetzungen betraf, können sich Maßnahmen und Wirkungen zwischen den Ländern unterscheiden. Zudem ist der Marshallplan nicht immer eindeutig von anderen Hilfsprogrammen der USA für Europa abzugrenzen. Der folgende Überblick bezieht sich in wesentlichen Teilen auf die Darstellung des Forschungsstands in den Bänden 18 und 19 der Reihe Oldenbourg Grundriss der Geschichte. Ein Schwerpunkt liegt auf den Entwicklungen in der Bundesrepublik Deutschland.

### Wirtschaftliche Bedeutung
Gemessen an den vom Kongress und der OEEC formulierten Zielen war der Marshallplan ein voller Erfolg. 1951 war die Produktivität von Industrie und Landwirtschaft in Europa weit über dem Vorkriegsniveau von 1938 und übertraf die in das Programm gesteckten Erwartungen. Die Handelsbilanz zwischen Europa und den USA war zwar weiterhin negativ, das Defizit hatte sich aber 1952 gegenüber 1948 halbiert. Zudem waren 1952 große Fortschritte beim Abbau von Handelshemmnissen erreicht worden. Außerdem wurden diese Ziele in kürzerer Zeit als gedacht und mit weniger Mitteln, als ursprünglich vorgesehen waren, erreicht.
Unumstritten ist die schnelle wirtschaftliche Erholung Europas nach dem Krieg. Der Anteil des Marshallplans an diesem Erfolg ist wiederholt hinterfragt worden. Rein nominell berechnete der Wirtschaftshistoriker Barry Eichengreen eine Steigerung des Bruttoinlandsproduktes von 1948 bis 1951 durch die ERP-Hilfsmittel jährlich auf durchschnittlich 0,5 Prozent, was insgesamt weniger als drei Prozent des Nationaleinkommens der 16 unterstützten Länder ausmachte. Für die Bundesrepublik hat insbesondere Werner Abelshauser argumentiert, dass die Kriegszerstörungen geringer als angenommen waren und deshalb die Erholung der Wirtschaft in der West-Zone nach der Währungsreform weitgehend ohne Marshallplan Gelder einsetzte. Auch für die Entwicklung in Westeuropa kommt Abelshauser zu dem Schluss, dass der Aufschwung unmittelbar nach dem Krieg einsetzte und im Winter 1946/1947 lediglich unterbrochen wurde. Demnach steht der Marshallplan nicht am Anfang der wirtschaftlichen Erholung in Europa, sondern hat diese lediglich unterstützt. Andere Forscher widersprechen dieser These und heben hervor, dass der Marshallplan sehr wohl „entscheidenden Einfluss auf die westdeutsche und die europäische Wirtschaftsentwicklung“ hatte.
Viele Forscher begründen das schnelle Wachstum nach dem Krieg auch mit der durch den Marshallplan und die OEEC geförderten Liberalisierungspolitik, die dafür sorgte, dass zwischenstaatliche Handelsbeschränkungen reduziert oder abgeschafft wurden. Hinzu kommt die stabilisierende Wirkung der Hilfen auf die europäischen Währungen und die Überwindung des sog. „Dollar Gap“. Weitgehend Einigkeit besteht darin, dass diese Entwicklung positiv für die europäische Wirtschaft war. Allerdings ist auch gefragt worden, ob die Liberalisierung des Handels und die Überwindung der Währungskrise in Europa auch ohne Marshallplan zu Stande gekommen wäre.
Bereits seit der Weltwirtschaftskrise 1929 war die kapitalistisch-liberale Wirtschaftsordnung in Europa gestört und europäische Regierungen neigten nach dem Krieg zu Verstaatlichungen von Industrie und staatlicher Wirtschaftslenkung. Diese „sozialistischen Experimente in West-Europa“ endeten bald und einige Forscher sprechen von einer „kapitalistischen Restauration“ etwa nach 1948. Es ist häufig argumentiert worden, dass der Marshallplan die Rückkehr zu einer liberalen Wirtschaftsordnung nach amerikanischem Vorbild bewirkt oder zumindest gefördert hat. Abelshauser widerspricht dieser These und argumentiert, dass die wirtschaftspolitischen Konzepte der sozialdemokratischen und sozialistischen Parteien in Großbritannien und Frankreich schlicht nicht in die ökonomische Realität der Nachkriegsjahre passten und deshalb pragmatisch angepasst werden mussten.

„Natürlich versuchten die USA, den kommunistischen Einfluß in Frankreich und Italien einzudämmen, und sie setzten dazu auch den Marshall-Plan ein. Doch es gibt wenig Anlaß, alle diese Wirkungen – soweit sie überhaupt eingetreten sind — dem Marshall-Plan zuzuschreiben. Westeuropa war nicht gezwungen, jedem politischen und wirtschaftlichen Druck aus Washington nachzugeben. Seine Verhandlungsposition war schon deshalb nicht schwach, weil auch die Vereinigten Staaten Verbündete in Europa brauchten und kein westliches Land einfach seinem Schicksal überlassen konnten. Vor allem Frankreich spielte diesen Trumpf auch immer wieder aus. Der Marshall-Plan hat im Gegenteil — vor allem in England und Frankreich — im Interesse der wirtschaftlichen Stabilisierung Westeuropas gerade jene Erscheinungen und Experimente in der Wirtschaft indirekt mitfinanziert, die der politischen Überzeugung Washingtons widersprachen.“

Zudem ist insbesondere in populärwissenschaftlichen Dokumentationen argumentiert worden, dass der Marshallplan im Wesentlichen den amerikanischen Wirtschaftsinteressen in Europa diente. Zweifelsohne verstärkte sich der Handel zwischen den USA und Europa in dieser Zeit und die Interessen einzelner Wirtschaftszweige der USA wurden bei der Planung des Programms berücksichtigt. Dennoch verringerte sich der amerikanische Überschuss in der Handelsbilanz. Zudem gab es in den USA Stimmen, die das Gegenteil befürchteten: dass mit amerikanischen Steuergeldern Konkurrenten (z. B. bei der Handelsschifffahrt) aufgebaut werden würden.

### Politische Bedeutung
Es ist weitgehend unumstritten, dass der Marshallplan zur Blockbildung im Rahmen der Containment-Politik des US-Präsidenten Truman beigetragen hat. Die USA wollten mit ihm „eine umfassende Stabilisierung [erreichen], mit der auf Europa auch Druck ausgeübt wurde, um eine nicht nur wirtschaftliche, sondern auch politische Zusammenarbeit zu sichern.“ Somit beförderte der Marshallplan die Akzeptanz für die hegemoniale Stellung der USA in Westeuropa.
Welche Rolle das Angebot an die UdSSR und der mit ihr verbündeten Staaten, am Programm teilzunehmen, spielte, ist kontrovers diskutiert worden. Nach der Auswertung von Archiven der ehemaligen Sowjetunion sind Forscher zu dem Schluss gekommen, dass zumindest anfangs die Führung der UdSSR eine Beteiligung am Programm ernsthaft erwogen hat. Für die USA kommt Hogan zu dem Ergebnis, dass eigentlich nur die westeuropäischen Staaten unterstützt werden sollten. Ob die USA mit dem Marshallplan die sowjetische Expansion zurückdrängte oder damit die Teilung Deutschlands und Europas aktiv betrieben und bewirkt haben, ist auch eine Frage des politischen Standpunkts und deshalb kontrovers.
Charles Bettelheim geht davon aus, dass es allein der Marshallplan war, der es Frankreich ermöglichte, in einer wirtschaftlich kritischen Situation den Indochinakrieg zu führen.
Die politische Bedeutung des Marshallplans für die drei westlichen Besatzungszonen und die 1949 gegründete Bundesrepublik Deutschland ist intensiv erforscht worden. Wenig Zweifel bestehen an der großen Bedeutung des Marshallplans für Westdeutschland. In der Forschung wird hervorgehoben, dass die Einbeziehung der drei West-Zonen in den Marshallplan wesentlich zur Bindung der späteren Bundesrepublik an die USA beitrug. Die Folge war auch, dass unter Konrad Adenauer keine eigenständige Ostpolitik betrieben wurde und die Bevölkerung dies mehrheitlich unterstützte. Zudem war die Bundesrepublik bereits bei ihrer Gründung in die Strukturen der OEEC eingebunden, sodass die Deutschen in Europa wieder Gesprächs- und Verhandlungspartner waren. Somit ebnete der Marshallplan der Bundesrepublik Deutschland die Rückkehr auf die internationale Bühne und ihre Eingliederung in den Welthandel.
Der Marshallplan gilt als der erste Schritt zur europäischen Integration. Fast alle der in den 1950er Jahren verabschiedeten Wirtschaftskooperationen zwischen den westeuropäischen Staaten gehen auf Ideen zurück, die in der OEEC diskutiert und verhandelt worden waren. Als Beispiele können die Montanunion oder die Europäische Zahlungsunion angeführt werden. Forscher haben deshalb argumentiert, dass es der Erfolg des Marshallplans war, die Idee der Einigung und Kooperation in Europa verankert zu haben. Der Leiter der ECA Paul Hoffman sprach bereits 1949 in einer Rede vor Vertretern der OEEC von den „United States of Europe“.

### Wirkung auf die Bevölkerung
Neben den politischen und wirtschaftlichen Folgen wurden von der jüngeren Forschung zum Marshallplan thematisch und methodisch neue Fragestellungen aufgeworfen, wie die „mentale Stabilisierung Europas“, also seine Wirkung auf die Bevölkerung. Dabei spielt die Untersuchung der Propagandatätigkeit der USA in Europa eine Rolle. Letztendlich geht es bei vielen Untersuchungen auch um die Frage, wie es den USA gelang, innerhalb kurzer Zeit zur auch in der Bevölkerung weitgehend akzeptierten Führungsmacht in Westeuropa aufzusteigen.
Dies trifft insbesondere für die Bundesrepublik Deutschland zu, wo der Marshallplan in der Bevölkerung auf sehr große Zustimmung stieß und von allen Parteien außer der KPD begrüßt wurde. Trotz Bedenken und Widerstand von kommunistischen Mitgliedern stimmte auf dem Gewerkschafts-Kongress vom 16. bis 18. Juni 1948 in Recklinghausen die Mehrheit für die Annahme des Marshallplans. Eine Ablehnung wäre wohl der Mehrheit der Mitglieder schwer zu vermitteln gewesen. Bezüglich der Auswirkungen des Marshallplans für Westdeutschland kommt Erich Ott zu folgendem Fazit:

„Die große, öffentlichkeitswirksame Aktion [d.h. Marshallplan] wurde in Verbindung mit solch wichtigen Ereignissen wie der Währungsreform, der Berlin-Blockade und dem sich verschärfenden Kalten Krieg von den Amerikanern genutzt, ihr großenteils negatives Image im Bewußtseinsbild der Bürger der West-Zone bzw. der Bundesrepublik positiv zu verändern, indem die Vereinigten Staaten sich als Retter und Helfer darstellen konnten. Die politisch-ideologische Wirkung dieser Fakten ist sicherlich als wirksamer und nachhaltiger zu bewerten – insbesondere auf die Konstituierung der Bundesrepublik und die marktwirtschaftliche Ordnung bezogen – als die tatsächlich geleistete materielle Hilfe.“

Auch Elke Kimmel kommt zu dem Schluss, dass die Bevölkerung sehr große Hoffnungen mit dem Marshallplan verband und spricht in einem Dossier der Bundeszentrale für politische Bildung von einem sehr wirkungsmächtigen Mythos:

„Gerade angesichts der noch frischen Erinnerungen an die Kriegsverbrechen und an die Bestrafung durch die Alliierten wirkte die Integration wie eine Anerkennung dafür, dass Deutschland dieses Mal auf dem richtigen Weg war. Auf der anderen Seite führte dies dazu, dass viele Deutsche die Verbrechen während der Zeit des Nationalsozialismus allzu schnell verdrängten – ganz im Sinne der Re-Orientation-Politik der Amerikaner blickten sie lieber in die Zukunft.“

Die erzwungene Ablehnung des Marshallplans in den osteuropäischen Ländern stieß dort in großen Teilen der Bevölkerung auf Unverständnis. Es zeigte der Bevölkerung in Polen und der Tschechoslowakei einmal mehr, so Kimmel, wie abhängig die Führung ihres Landes von der Sowjetunion war. Die Forscherin sieht auch Auswirkungen des „Mythos vom Marshallplan“ in der ehemaligen DDR:

„Ob berechtigt oder unberechtigt hat sich hier [in den neuen Bundesländern] teilweise bis heute die Überzeugung gehalten, die Lasten und die Verantwortung für die NS-Verbrechen und den Zweiten Weltkrieg allein getragen zu haben. Das Programm Aufbau Ost stellte insofern einen gleichsam nachgeholten ‚Marshallplan‘ für die neuen Bundesländer dar – allerdings unter wesentlich ungünstigeren Vorzeichen.“